# Ernesto Cesàro
Ernesto Cesàro (Nápoles, 12 de março de 1859 — Torre Annunziata, 12 de setembro de 1906) foi um matemático italiano que atuou no campo da geometria diferencial.
Seu trabalho sobre geometria diferencial está descrito no livro Lezioni di geometria intrinseca. Esta obra contém a descrição de curvas atualmente denominadas como Cesàro.
É conhecido pelo método de cálculo de séries divergentes, conhecido como soma de Cesàro.

## Obras
- Lezioni di geometria intrinseca (Naples, 1896) ISBN 1-4297-0344-X (trans. para o alemão sob o título Vorlesungen über natürliche Geometrie; 1901, 1ª ed.; 1926, 2ª ed. trans. e com um apêndice de Gerhard Kowalewski)[2]
- Elementi di calcolo infinitesimale con numerose applicazioni geometriche (L. Alvano, Naples, 1905) ISBN 1-4297-0178-1
- Corso di analisi algebrica con introduzione al calcolo infinitesimale (Bocca, Torino, 1894) ISBN 1-4297-0100-5